# Municipio de Gustavus
El municipio de Gustavus (en inglés: Gustavus Township) es un municipio ubicado en el condado de Trumbull en el estado estadounidense de Ohio. En el año 2010 tenía una población de 829 habitantes y una densidad poblacional de 12,74 personas por km².

## Geografía
El municipio de Gustavus se encuentra ubicado en las coordenadas 41°27′44″N 80°39′56″O / 41.46222, -80.66556. Según la Oficina del Censo de los Estados Unidos, el municipio tiene una superficie total de 65.06 km², de la cual 65,06 km² corresponden a tierra firme y (0 %) 0 km² es agua.

## Demografía
Según el censo de 2010, había 829 personas residiendo en el municipio de Gustavus. La densidad de población era de 12,74 hab./km². De los 829 habitantes, el municipio de Gustavus estaba compuesto por el 98,31 % blancos, el 0,97 % eran afroamericanos, el 0,12 % eran asiáticos y el 0,6 % eran de una mezcla de razas. Del total de la población el 0,6 % eran hispanos o latinos de cualquier raza.